# Donji Dragonožec
Donji Dragonožec falu Zágráb közigazgatási területén Horvátországban, a főváros déli részén. Ma Zágráb Brezovica városnegyedéhez tartozik.

## Fekvése
Zágráb városközpontjától 18 km-re délre, a Szávától délre elterülő Zágrábi-mező és a Vukomerići-dombság találkozásánál, Donji Trupci és Markuševec Turopoljski között fekszik.

## Története
A település már a 18. században is létezett. Az első katonai felmérés térképén „Dolni Draganoszi” néven található. Lipszky János 1808-ban Budán kiadott repertóriumában „Draganosz (Dolnyi)” néven szerepel. Nagy Lajos 1829-ben kiadott művében „Draganoszecz (Dolni)” néven találjuk.
1857-ben 371, 1910-ben 556 lakosa volt. Zágráb vármegye Szamobori járásához tartozott. 
1941 és 1945 között a Független Horvát Állam része volt, majd a szocialista Jugoszlávia fennhatósága alá került. 1991-től a független Horvátország része. 1991-ben lakosságának 97%-a horvát nemzetiségű volt. 2011-ben 577 lakosa volt.

## Népessége
| Lakosság változása | Lakosság változása | Lakosság változása | Lakosság változása | Lakosság változása | Lakosság változása | Lakosság változása | Lakosság változása | Lakosság változása | Lakosság változása | Lakosság változása | Lakosság változása | Lakosság változása | Lakosság változása | Lakosság változása | Lakosság változása |
| ------------------ | ------------------ | ------------------ | ------------------ | ------------------ | ------------------ | ------------------ | ------------------ | ------------------ | ------------------ | ------------------ | ------------------ | ------------------ | ------------------ | ------------------ | ------------------ |
| 1857               | 1869               | 1880               | 1890               | 1900               | 1910               | 1921               | 1931               | 1948               | 1953               | 1961               | 1971               | 1981               | 1991               | 2001               | 2011               |
| 371                | 417                | 412                | 454                | 526                | 556                | 565                | 611                | 434                | 427                | 409                | 401                | 426                | 513                | 525                | 577                |

## Nevezetességei
Jézus szíve tiszteletére szentelt római katolikus temploma.
Védett műemlék a régi iskola épülete. Az iskolát 1909-ben alapították ideiglenes jelleggel egy bérelt házban, az építési telket 1911-ben vásárolták meg. Pavle Antolović akkori tanár erőfeszítéseivel és Ljudevit Josipović turopoljei ispán segítségével 1913-ban megkezdődött az iskola építése. Az iskolát 1914-ben fejezték be és szentelték fel új kétosztályos iskolaként. Az 1920-1921 közötti időszakban az épületet renoválták. Egy 1937-ben készült felmérés szerint azt írták, hogy az iskola téglából épült, két tanteremmel, két tanári lakással és egy kúttal ellátott iskolakerttel rendelkezik.

## Oktatás
A donji dragonožeci iskolát 1913-ban építették. Két különálló épületből áll; a déli tanárlakásokra szánt, az északi iskolaépületként került kialakításra. A két, hasonló méretű egyszintes épület négyzet alaprajzú, mindkettő sátortetővel borítva. Védett kulturális emlék. A településen ma a brezovicai általános iskola alsó tagozatos területi iskolája működik.

## Sport
A Nogometni Klub Mladost Donji Dragonožec Zagreb labdarúgóklubot 1973-ban alapították.
A csapat jelenleg a zágrábi 2. ligában szerepel.

## Egyesületek
A DVD Dragonožec önkéntes tűzoltó egyesületet 1954-ben alapították. A tűzoltószerház 1983 és 1985 között épült. Az egyesületnek ma 296 tagja van, közülük 42 gyermek, 74 ifjúsági és 180 felnőtt, valamint 71 támogató tag.